# Charaxes ethalion
Charaxes ethalion är en fjärilsart som beskrevs av Jean Baptiste Boisduval 1847. Charaxes ethalion ingår i släktet Charaxes och familjen praktfjärilar. Inga underarter finns listade i Catalogue of Life.

## Bildgalleri

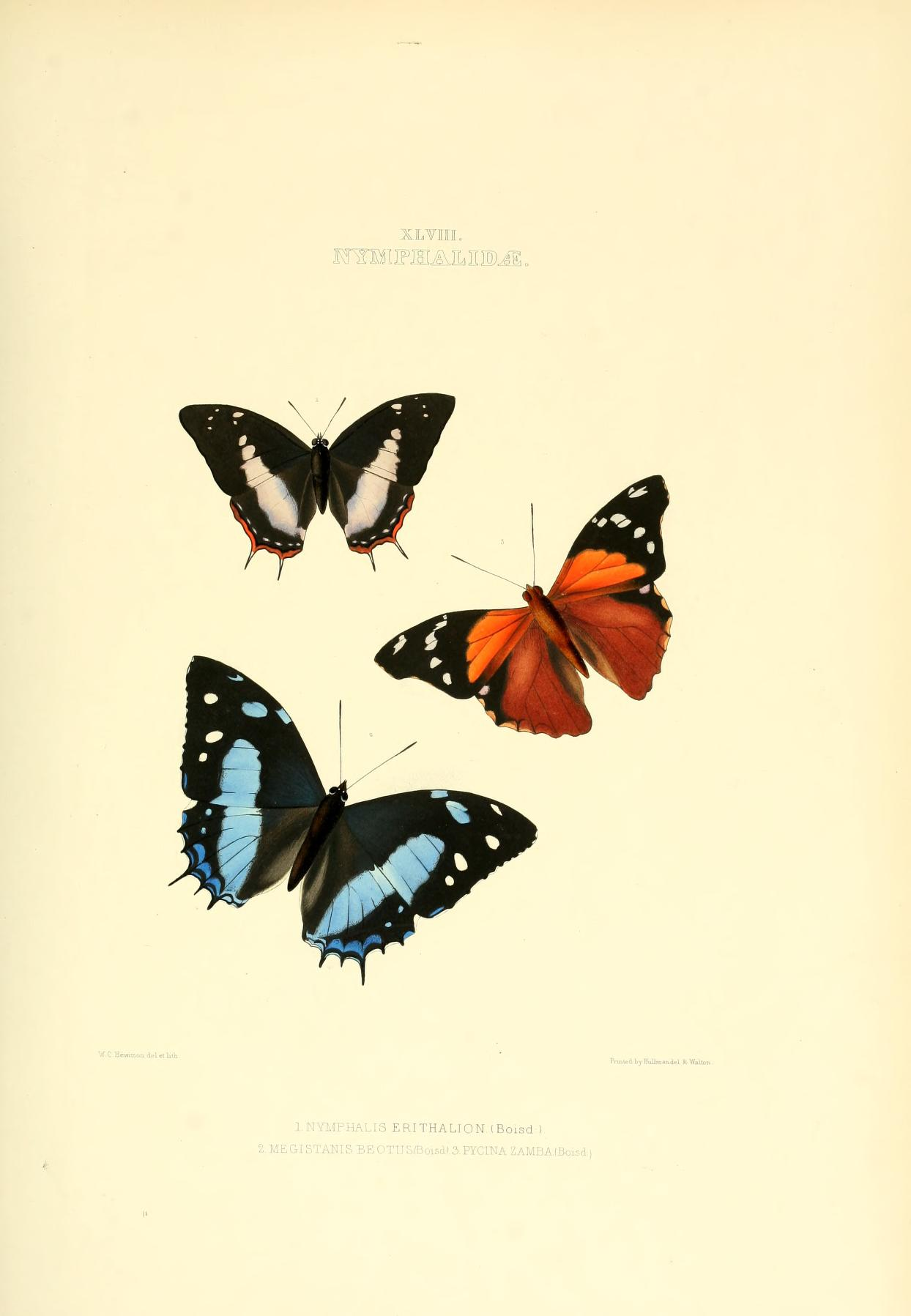